# 寮國鰻鰍
寮國鰻鰍為輻鰭魚綱合鰓目鰻鰍科的其中一種，分布亞洲寮國的Nam Mang流域，體長可達4.5公分，棲息在底中層水域，屬肉食性。

## 擴展閱讀
維基物種上的相關：寮國鰻鰍